# Světlana Kuzněcovová
Světlana Alexandrovna Kuzněcovová, rusky: Светла́на Алекса́ндровна Кузнецо́ва, (* 27. června 1985 Leningrad, Sovětský svaz) je ruská profesionální tenistka, vítězka dvou grandslamů ve dvouhře na US Open 2004 a French Open 2009 a dvou v ženské čtyřhře z Australian Open 2005 a 2012. Z dalších grandslamových finále – dvou v ženské dvouhře a pěti v ženské čtyřhře, odešla poražena. Na okruhu WTA vyhrála osmnáct singlových a  šestnáct deblových turnajů. V rámci okruhu ITF získala jeden titul ve dvouhře.
V roce 2001 ji Mezinárodní tenisová federace vyhlásila juniorskou mistryní světa a v následující sezóně 2002 se stala nováčkem roku na okruhu WTA.
Na nejvyšší grandslamové úrovni vyhrála newyorský US Open 2004, kde ve finále zdolala krajanku Jelenu Dementěvovou. Druhou trofej přidala na French Open 2009 po výhře nad další Ruskou Dinarou Safinovou. V prvním desetiletí třetího tisíciletí se také pětkrát probojovala na závěrečnou událost sezóny pro osm nejlepších hráček světa – Turnaj mistryň, na němž v roce 2016 postoupila do semifinále.
Na žebříčku WTA byla ve dvouhře nejvýše klasifikována v září 2007 na 2. místě a ve čtyřhře pak v červnu 2004 na 3. místě.
V ruském týmu Billie Jean King Cupu debutovala v roce 2004 moskevským 1. kolem Světové skupiny proti Austrálii, v němž vyhrála ve třech setech druhou dvouhru v pořadí nad Alicií Molikovou. Spolu s Jelenou Lichovcevovou pak ještě ovládla čtyřhru. Rusky v sérii zvítězily 4:1 na zápasy. V letech 2004, 2007 a 2008 byla součástí ruského týmu, jenž vyhrál Fed Cup. Do roku 2020 v soutěži nastoupila k devatenácti mezistátním utkáním s bilancí 21–11 ve dvouhře a 6–2 ve čtyřhře.

## Soukromý život
Narodila se v roce 1985 v Leningradu do rodiny Alexandra Kuzněcova, trenéra pěti cyklistických olympijských vítězů a mistrů světa, a Galiny Carevové, šestinásobné mistryně světa v cyklistice a držitelky postupně dvaceti světových rekordů. Bratr Nikolaj Kuzněcov je stříbrným olympijským medailistou v dráhové cyklistice z Letních olympijských her 1996 v Atlantě, jenž se později stal trenérem cyklistického týmu Lokomotiv.
Od třinácti let pobývala ve Španělsku, kde se naučila plynně španělsky. Během profesionální kariéry měla trvalé bydliště v Dubaji ve Spojených arabských emirátech a v Moskvě.

## Tenisová kariéra

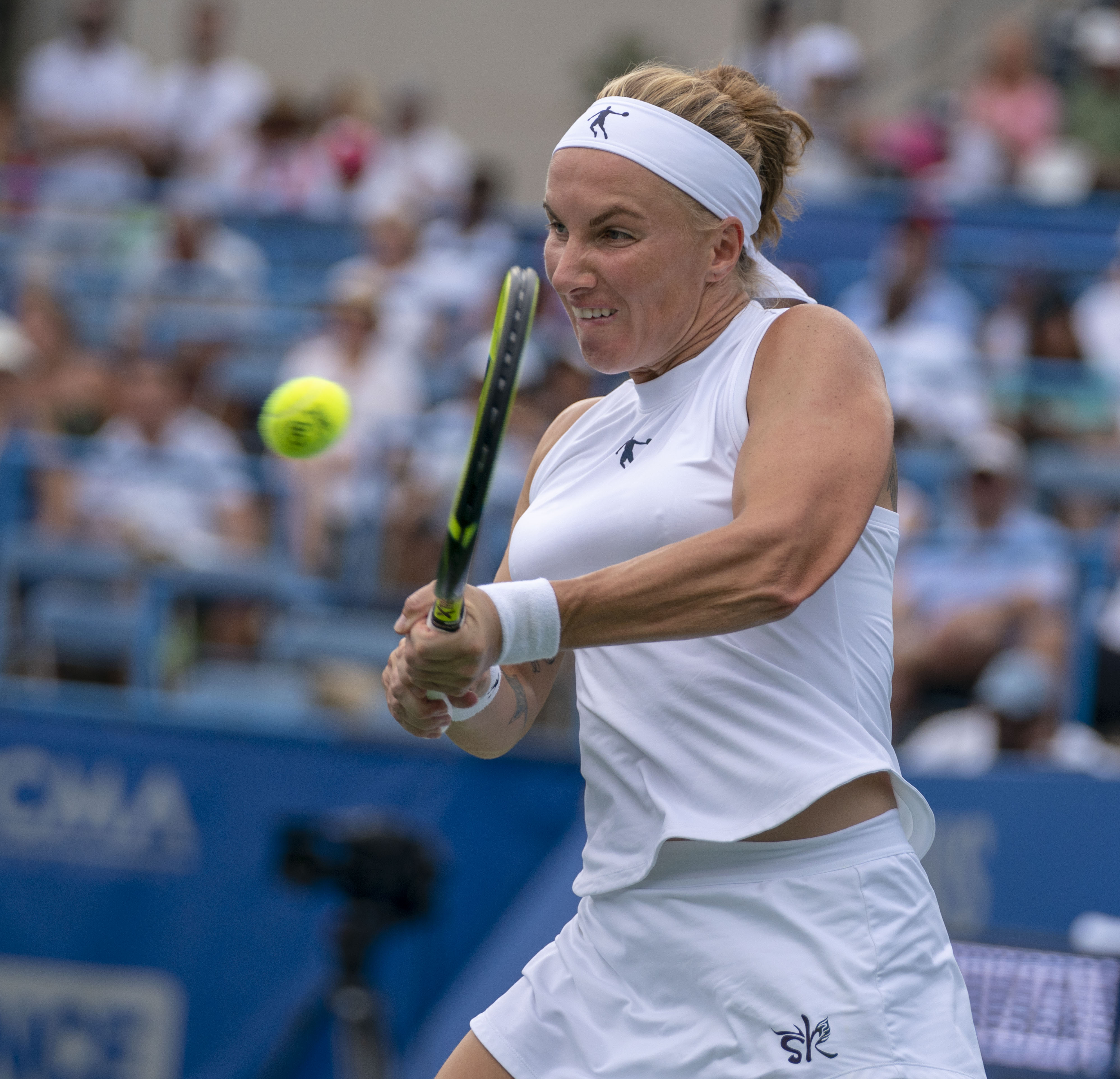
Bekhend na vítězném Citi Open 2018 ve Washingtonu, D.C.

S tenisem začala v sedmi letech. O šest roků později se přestěhovala do Španělska, kde byly lepší podmínky k tréninku v tenisové akademii Sanchez-Casal pod vedením jejích vedoucích, trenérů Emilia Sáncheze a Sergia Casala. Jejím hlavním osobním koučem se stal Stefan Ortega.
Poté se na radu Rogera Federera vrátila zpět do Moskvy, kde ji vedla bývalá sovětská hráčka Olga Morozovová. Spolupráci s ní ukončila po turnaji BNP Paribas Open v březnu 2009. Následně zůstala dva měsíce bez trenérky, než se jí v květnu stala další bývalá tenistka a kapitánka fedcupového týmu Larisa Savčenková. Krátkou dobu ji také vedl Loic Courteau. Dalším koučem se stal bývalý španělský hráč Carlos Cuadrado, než jej opět vystřídala Savčenková. Do začátku roku 2019 byli jejími trenéry Hernán Gumy a Carlos Martínez a poté opět Savčenková.

### 2019
Po zranění, operaci zápěstí a problémech s kolenem, se vrátila na kurty dubnovým Ladies Open Lugano. V singlovém žebříčku figurovala na 109. místě. Mezi poslední osmičkou hráček podlehla Kristýně Plíškové. Obhájkyni finálové účasti, Rumunku Mihaelu Buzărnescuovou, vyřadila na úvod J&T Banka Prague Open. Poté však nenašla recept na švýcarskou kvalifikantku a pozdější šampionku Jil Teichmannovou. Běloruskou světovou desítku Arynu Sabalenkovou přehrála na Mutua Madrid Open, aby ji ve druhé fázi zastavila osmnáctá v pořadí Belinda Bencicová. Na grandslamech French Open a ve Wimbledonu neprošla prvním kolem. Na pařížském antukovém majoru prohrála se slovenskou kvalifikantkou Kristínou Kučovou a v londýnském All England Clubu ji vyřadila Belgičanka Alison Van Uytvancková.
Pro několikaměsíčními průtahy při udělování amerického víza se nezúčastnila obhajoby titulu na washingtonském Citi Open. Ztráta bodů tak na počátku srpna znamenala pád až na 198. příčku, kdy přijela na torontský Rogers Cup. V osmifinále podlehla světové čtyřce Simoně Halepové. Do navazujícího Western & Southern Open v Cincinnati z kategorie WTA Premier 5 obdržela divokou kartou. Na cestě do finále vyřadila tři členky světové desítky, desátou v pořadí Sloane Stephensovou, třetí Karolínou Plíškovou a druhou Ashleigh Bartyovou. Z finále odešla poražena od americké světové osmnáctky Madison Keysové, když v obou setech ztratila vedení gemů 5–3. Během dvou srpnových týdnů v žebříčku postoupila o 136 míst výše, na 62. příčku.

## Finále na Grand Slamu

### Ženská dvouhra: 4 (2–2)
| Stav       | rok  | turnaj      | povrch | soupeřka ve finále | výsledek |
| ---------- | ---- | ----------- | ------ | ------------------ | -------- |
| Vítězka    | 2004 | US Open     | tvrdý  | Jelena Dementěvová | 6–3, 7–5 |
| Finalistka | 2006 | French Open | antuka | Justine Heninová   | 4–6, 4–6 |
| Finalistka | 2007 | US Open     | tvrdý  | Justine Heninová   | 1–6, 3–6 |
| Vítězka    | 2009 | French Open | antuka | Dinara Safinová    | 6–4, 6–2 |

### Ženská čtyřhra: 7 (2–5)
| Stav       | rok  | turnaj              | povrch | spoluhráčka         | soupeřky ve finále                          | výsledek      |
| ---------- | ---- | ------------------- | ------ | ------------------- | ------------------------------------------- | ------------- |
| Finalistka | 2003 | US Open             | tvrdý  | Martina Navrátilová | Virginia Ruanová Pascualová Paola Suárezová | 2–6, 3–6      |
| Finalistka | 2004 | Australian Open     | tvrdý  | Jelena Lichovcevová | Virginia Ruanová Pascualová Paola Suárezová | 4–6, 3–6      |
| Finalistka | 2004 | French Open         | antuka | Jelena Lichovcevová | Virginia Ruanová Pascualová Paola Suárezová | 0–6, 3–6      |
| Finalistka | 2004 | US Open             | tvrdý  | Jelena Lichovcevová | Virginia Ruanová Pascualová Paola Suárezová | 4–6, 5–7      |
| Vítězka    | 2005 | Australian Open     | tvrdý  | Alicia Moliková     | Lindsay Davenportová Corina Morariuová      | 6–3, 6–4      |
| Finalistka | 2005 | Wimbledon           | tráva  | Amélie Mauresmová   | Cara Blacková Liezel Huberová               | 2–6, 1–6      |
| Vítězka    | 2012 | Australian Open (2) | tvrdý  | Věra Zvonarevová    | Sara Erraniová Roberta Vinciová             | 5–7, 6–4, 6–3 |

## Finále na okruhu WTA Tour
| Legenda                                                |
| ------------------------------------------------------ |
| D – dvouhra; Č – čtyřhra                               |
| Grand Slam (2–2 D; 2–5 Č)                              |
| Turnaj mistryň (0)                                     |
| Tier I / Premier Mandatory & Premier 5 (2–11 D; 4–2 Č) |
| Tier II / Premier (8–10 D; 6–5 Č)                      |
| Tier III, IV & V / International (6–1 D; 4–3 Č)        |

### Dvouhra: 42 (18–24)
| Stav       | č.  | datum           | turnaj                              | povrch     | soupeřka ve finále         | výsledek           |
| ---------- | --- | --------------- | ----------------------------------- | ---------- | -------------------------- | ------------------ |
| Vítězka    | 1.  | 8. května 2002  | Helsinki, Finsko                    | antuka     | Denisa Chládková           | 0–6, 6–3, 7–6(7–2) |
| Vítězka    | 2.  | 29. září 2002   | Bali, Indonésie                     | tvrdý      | Conchita Martínezová       | 3–6, 7–6(7–4), 7–5 |
| Finalistka | 1.  | 23. února 2004  | Dubaj, SAE                          | tvrdý      | Justine Heninová           | 6–7(3–7), 3–6      |
| Finalistka | 2.  | 6. března 2004  | Dauhá, Katar                        | tvrdý      | Anastasija Myskinová       | 6–4, 4–6, 4–6      |
| Finalistka | 3.  | 26. dubna 2004  | Varšava, Polsko                     | antuka     | Venus Williamsová          | 1–6, 4–6           |
| Vítězka    | 3.  | 14. června 2004 | Eastbourne, Spojené království      | tráva      | Daniela Hantuchová         | 2–6, 7–6(7–4), 6–4 |
| Vítězka    | 4.  | 11. září 2004   | US Open, New York, Spojené státy    | tvrdý      | Jelena Dementěvová         | 6–3, 7–5           |
| Vítězka    | 5.  | 19. září 2004   | Bali, Indonésie (2)                 | tvrdý      | Marlene Weingärtnerová     | 6–1, 6–4           |
| Finalistka | 4.  | 26. září 2004   | Peking, Čína                        | tvrdý      | Serena Williamsová         | 6–4, 5–7, 4–6      |
| Finalistka | 5.  | 1. května 2005  | Varšava, Polsko (2)                 | antuka     | Justine Heninová           | 6–3, 2–6, 5–7      |
| Vítězka    | 6.  | 1. dubna 2006   | Miami, Spojené státy                | tvrdý      | Maria Šarapovová           | 6–4, 6–3           |
| Finalistka | 6.  | 7. května 2006  | Varšava, Polsko (3)                 | antuka     | Kim Clijstersová           | 5–7, 2–6           |
| Finalistka | 7.  | 10. června 2006 | French Open, Paříž, Francie         | antuka     | Justine Heninová           | 4–6, 4–6           |
| Vítězka    | 7.  | 11. září 2006   | Bali, Indonésie (3)                 | tvrdý      | Marion Bartoliová          | 7–5, 6–2           |
| Vítězka    | 8.  | 24. září 2006   | Peking, Čína                        | tvrdý      | Amélie Mauresmová          | 6–4, 6–0           |
| Finalistka | 8.  | 3. března 2007  | Dauhá, Katar                        | tvrdý      | Justine Heninová           | 4–6, 2–6           |
| Finalistka | 9.  | 17. března 2007 | Indian Wells, Spojené státy         | tvrdý      | Daniela Hantuchová         | 3–6, 4–6           |
| Finalistka | 10. | 13. května 2007 | Berlín, Německo                     | antuka     | Ana Ivanovićová            | 6–3, 4–6, 6–7(3–7) |
| Finalistka | 11. | 20. května 2007 | Řím, Itálie                         | antuka     | Jelena Jankovićová         | 5–7, 1–6           |
| Vítězka    | 9.  | 25. srpna 2007  | New Haven, Spojené státy            | tvrdý      | Ágnes Szávayová            | 4–6, 3–0skreč      |
| Finalistka | 12. | 8. září 2007    | US Open, New York, Spojené státy    | tvrdý      | Justine Heninová           | 1–6, 3–6           |
| Finalistka | 13. | 11. ledna 2008  | Sydney, Austrálie                   | tvrdý      | Justine Heninová           | 6–4, 2–6, 4–6      |
| Finalistka | 14. | 1. března 2008  | Dubaj, SAE (2)                      | tvrdý      | Jelena Dementěvová         | 6–4, 3–6, 2–6      |
| Finalistka | 15. | 23. března 2008 | Indian Wells, Spojené státy (2)     | tvrdý      | Ana Ivanovićová            | 4–6, 3–6           |
| Finalistka | 16. | 21. září 2008   | Tokio, Japonsko                     | tvrdý      | Dinara Safinová            | 1–6, 3–6           |
| Finalistka | 17. | 28. září 2008   | Peking, Čína (2)                    | tvrdý      | Jelena Jankovićová         | 3–6, 2–6           |
| Vítězka    | 10. | 3. května 2009  | Stuttgart, Německo                  | antuka (h) | Dinara Safinová            | 6–4, 6–3           |
| Finalistka | 18. | 9. května 2009  | Řím, Itálie (2)                     | antuka     | Dinara Safinová            | 3–6, 2–6           |
| Vítězka    | 11. | 6. června 2009  | French Open, Paříž, Francie         | antuka     | Dinara Safinová            | 6–4, 6–2           |
| Vítězka    | 12. | 11. října 2009  | Peking, Čína (2)                    | tvrdý      | Agnieszka Radwańská        | 6–2, 6–4           |
| Vítězka    | 13. | 8. srpna 2010   | San Diego, Spojené státy            | tvrdý      | Agnieszka Radwańská        | 6–4, 6–7(7–9), 6–3 |
| Finalistka | 19. | 20. února 2011  | Dubaj, SAE (3)                      | tvrdý      | Caroline Wozniacká         | 1–6, 3–6           |
| Finalistka | 20. | 3. května 2014  | Oeiras, Portugalsko                 | antuka     | Carla Suárezová Navarrová  | 4–6, 6–3, 4–6      |
| Vítězka    | 14. | 3. srpna 2014   | Washington, D.C., Spojené státy     | tvrdý      | Kurumi Naraová             | 6–3, 4–6, 6–4      |
| Finalistka | 21. | 9. května 2015  | Madrid, Španělsko                   | antuka     | Petra Kvitová              | 1–6, 2–6           |
| Vítězka    | 15. | 24. října 2015  | Moskva, Rusko                       | tvrdý (h)  | Anastasija Pavljučenkovová | 6–2, 6–1           |
| Vítězka    | 16. | 15. ledna 2016  | Sydney, Austrálie                   | tvrdý      | Mónica Puigová             | 6–0, 6–2           |
| Finalistka | 22. | 2. dubna 2016   | Miami, Spojené státy                | tvrdý      | Viktoria Azarenková        | 3–6, 2–6           |
| Vítězka    | 17. | 22. října 2016  | Moskva, Rusko                       | tvrdý (h)  | Darja Gavrilovová          | 6–2, 6–1           |
| Finalistka | 23. | 19. března 2017 | Indian Wells, Spojené státy (3)     | tvrdý      | Jelena Vesninová           | 7–6(8–6), 5–7, 4–6 |
| Vítězka    | 18. | 5. srpna 2018   | Washington, D.C., Spojené státy (2) | tvrdý      | Donna Vekićová             | 4–6, 7–6(9–7), 6–2 |
| Finalistka | 24. | 18. srpna 2019  | Cincinnati, Spojené státy           | tvrdý      | Madison Keysová            | 5–7, 6–7(5–7)      |

### Čtyřhra: 31 (16–15)
| Stav       | č.  | datum             | turnaj                                    | povrch    | spoluhráčka                  | soupeřky ve finále                          | výsledek           |
| ---------- | --- | ----------------- | ----------------------------------------- | --------- | ---------------------------- | ------------------------------------------- | ------------------ |
| Vítězka    | 1.  | 22. července 2002 | Sopoty, Polsko                            | antuka    | Arantxa Sánchezová Vicariová | Jekatěrina Sysojevová Jevgenija Kulikovská  | 6–2, 6–2           |
| Vítězka    | 2.  | 5. srpna 2002     | Helsinki, Finsko                          | antuka    | Arantxa Sánchezová Vicariová | Eva Besová María José Martínez Sánchez      | 6–3, 6–7(5–7), 6–3 |
| Vítězka    | 3.  | 22. září 2002     | Tokio, Japonsko                           | tvrdý     | Arantxa Sánchezová Vicariová | Petra Mandulová Patricia Wartuschová        | 6–2, 6–4           |
| Finalistka | 1.  | 29. září 2002     | Bali, Indonésie                           | tvrdý     | Arantxa Sánchezová Vicariová | Cara Blacková Virginia Ruanová Pascualová   | 6–2, 6–3           |
| Finalistka | 2.  | 6. října 2002     | Tokio, Japonsko                           | tvrdý     | Arantxa Sánchezová Vicariová | Šinobu Asagoeová Nana Mijagiová             | 6–4, 4–6, 6–4      |
| Vítězka    | 4.  | 30. prosince 2002 | Gold Coast, Austrálie                     | tvrdý     | Martina Navrátilová          | Nathalie Dechyová Émilie Loitová            | 6–4, 6–4           |
| Vítězka    | 5.  | 17. února 2003    | Dubaj, SAE                                | tvrdý     | Martina Navrátilová          | Cara Blacková Jelena Lichovcevová           | 6–3, 7–6(9–7)      |
| Vítězka    | 6.  | 12. května 2003   | Řím, Itálie                               | antuka    | Martina Navrátilová          | Jelena Dokićová Naděžda Petrovová           | 6–4, 5–7, 6–2      |
| Vítězka    | 7.  | 11. srpna 2003    | Toronto, Kanada                           | tvrdý     | Martina Navrátilová          | María Ventová-Kabchiová Angelique Widžažová | 3–6, 6–1, 6–1      |
| Finalistka | 3.  | 25. srpna 2003    | US Open, New York, Spojené státy          | tvrdý     | Martina Navrátilová          | Virginia Ruanová Pascualová Paola Suárezová | 6–2, 6–3           |
| Vítězka    | 8.  | 22. září 2003     | Lipsko, Německo                           | koberec   | Martina Navrátilová          | Jelena Lichovcevová Naděžda Petrovová       | 3–6, 6–1, 6–3      |
| Vítězka    | 9.  | 5. ledna 2004     | Gold Coast, Austrálie (2)                 | tvrdý     | Jelena Lichovcevová          | Liezel Huberová Magdalena Malejevová        | 6–3, 6–4           |
| Finalistka | 4.  | 1. února 2004     | Australian Open, Melbourne, Austrálie     | tvrdý     | Jelena Lichovcevová          | Virginia Ruanová Pascualová Paola Suárezová | 6–4, 6–3           |
| Finalistka | 5.  | 28. února 2004    | Dubaj, SAE                                | tvrdý     | Jelena Lichovcevová          | Janette Husárová Conchita Martínezová       | 6–0, 1–6, 6–3      |
| Vítězka    | 10. | 6. března 2004    | Dauhá, Katar                              | tvrdý     | Jelena Lichovcevová          | Janette Husárová Conchita Martínezová       | 7–6(7–4), 6–2      |
| Finalistka | 6.  | 21. března 2004   | Indian Wells, Spojené státy               | tvrdý     | Jelena Lichovcevová          | Virginia Ruanová Pascualová Paola Suárezová | 6–1, 6–2           |
| Finalistka | 7.  | 22. března 2004   | Miami, Spojené státy                      | tvrdý     | Jelena Lichovcevová          | Naděžda Petrovová Meghann Shaughnessyová    | 6–2, 6–3           |
| Finalistka | 8.  | 20. května 2004   | French Open, Paříž, Francie               | antuka    | Jelena Lichovcevová          | Virginia Ruanová Pascualová Paola Suárezová | 6–0, 6–3           |
| Finalistka | 9.  | 14. června 2004   | Eastbourne, Spojené království            | tráva     | Jelena Lichovcevová          | Alicia Moliková Magüi Sernaová              | 6–4, 6–4           |
| Finalistka | 10. | 30. srpna 2004    | US Open, New York, Spojené státy (2)      | tvrdý     | Jelena Lichovcevová          | Virginia Ruanová Pascualová Paola Suárezová | 4–6, 5–7           |
| Finalistka | 11. | 13. září 2004     | Bali, Indonésie (2)                       | tvrdý     | Arantxa Sánchezová Vicariová | Anastasija Myskinová Ai Sugijamová          | 6–3, 7–5           |
| Vítězka    | 11. | 17. ledna 2005    | Australian Open, Melbourne, Austrálie     | tvrdý     | Alicia Moliková              | Lindsay Davenportová Corina Morariuová      | 6–3, 6–4           |
| Finalistka | 12. | 28. února 2005    | Dubaj, SAE (2)                            | tvrdý     | Alicia Moliková              | Virginia Ruanová Pascualová Paola Suárezová | 6–7, 6–2, 6–1      |
| Vítězka    | 12. | 21. března 2005   | Miami, Spojené státy                      | tvrdý     | Alicia Moliková              | Lisa Raymondová Rennae Stubbsová            | 7–5, 6–7(5–7), 6–2 |
| Finalistka | 13. | 20. června 2005   | Wimbledon, Londýn, Spojené království     | tráva     | Amélie Mauresmová            | Cara Blacková Liezel Huberová               | 6–2, 6–1           |
| Finalistka | 14. | 20. února 2006    | Dubaj, SAE (3)                            | tvrdý     | Naděžda Petrovová            | Květa Peschkeová Francesca Schiavoneová     | 3–6, 7–6, 6–3      |
| Vítězka    | 13. | 19. června 2006   | Eastbourne, Spojené království            | tráva     | Amélie Mauresmová            | Martina Navrátilová Liezel Huberová         | 6–2, 6–4           |
| Finalistka | 15. | 19. února 2007    | Dubaj, SAE (4)                            | tvrdý     | Alicia Moliková              | Cara Blacková Liezel Huberová               | 7–6, 6–4           |
| Vítězka    | 14. | 5. dubna 2009     | Miami, Spojené státy (2)                  | tvrdý     | Amélie Mauresmová            | Květa Peschkeová Lisa Raymondová            | 4–6, 6–3, [10–3]   |
| Vítězka    | 15. | 27. ledna 2012    | Australian Open, Melbourne, Austrálie (2) | tvrdý     | Věra Zvonarevová             | Sara Erraniová Roberta Vinciová             | 5–7, 6–4, 6–3      |
| Vítězka    | 16. | 20. října 2013    | Moskva, Rusko                             | tvrdý (h) | Samantha Stosurová           | Alla Kudrjavcevová Anastasia Rodionovová    | 6–1, 1–6, [10–8]   |

## Postavení na konečném žebříčku WTA

### Dvouhra
| Rok    | 2000 | 2001   | 2002  | 2003  | 2004 | 2005  | 2006 | 2007 | 2008 | 2009 | 2010  | 2011  | 2012  | 2013  | 2014  | 2015  | 2016 | 2017  | 2018   |
| Pořadí | 889. | ▲ 259. | ▲ 43. | ▲ 36. | ▲ 5. | ▼ 18. | ▲ 4. | ▲ 2. | ▼ 8. | ▲ 3. | ▼ 27. | ▲ 19. | ▼ 72. | ▲ 21. | ▼ 28. | ▲ 25. | ▲ 9. | ▼ 12. | ▼ 107. |

### Čtyřhra
| Rok    | 2001 | 2002  | 2003 | 2004 | 2005 | 2006  | 2007  | 2008   | 2009  | 2010   | 2011  | 2012  | 2013  | 2014   | 2015   | 2016  | 2017  | 2018   |
| Pořadí | 214. | ▲ 45. | ▲ 7. | ▼ 8. | ▬ 8. | ▼ 37. | ▼ 41. | ▼ 142. | ▲ 53. | ▼ 107. | ▲ 89. | ▲ 38. | ▼ 54. | ▼ 116. | ▼ 166. | ▲ 56. | ▼ 61. | ▼ 298. |

## Ocenění a vyznamenání

### Ocenění
2002
- Ceny WTA – Nováček WTA s největším zlepšením (vítězství)[12]

2005
- Nováček roku podle Laureus World (nominace)[13]
- Nejlepší tenistka podle ESPY (nominace)[14]

2006
- Ceny WTA – Diamond Aces (vítězství)[12]

2009
- Nejlepší tenistka podle ESPY (nominace)[15]

### Vyznamenání
- Řád Za zásluhy o vlast (II. třída)[16]

#### Profily
- Světlana Alexandrovna Kuzněcovová na stránkách Ženské tenisové asociace (anglicky)
- Světlana Alexandrovna Kuzněcovová na stránkách Mezinárodní tenisové federace (anglicky)
- Světlana Kuzněcovová na stránkách Billie Jean King Cupu (anglicky)

| Předchůdce                          | Světlana Kuzněcovová              | Nástupce                 |
| Daniela Hantuchová (Slovensko)      | Nováček roku na okruhu WTA 2002   | Maria Šarapovová (Rusko) |
| María Emilia Salerniová (Argentina) | Juniorská mistryně světa ITF 2001 | Barbora Strýcová (Česko) |